# Cymbaria mongolica
Cymbaria mongolica är en snyltrotsväxtart som beskrevs av Carl Maximowicz. Cymbaria mongolica ingår i släktet Cymbaria och familjen snyltrotsväxter. Inga underarter finns listade i Catalogue of Life.